# Starostwo (Lisewo-Parcele)
Starostwo – część kolonii Lisewo-Parcele w Polsce, położona w województwie wielkopolskim, w powiecie konińskim, w gminie Skulsk.
W latach 1975–1998 Starostwo administracyjnie należało do województwa konińskiego.